# 동글

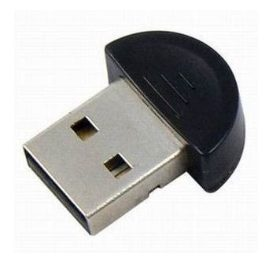
USB 블루투스 동글

동글(dongle)은 컴퓨터에 연결하는 작은 크기의 하드웨어로 USB 플래시 드라이브와 같이 휴대할 수 있다.
초기에는 컴퓨터 소프트웨어 인증을 목적으로 사용하였지만 현재에 이르러 동글이라는 낱말은 브로드밴드 무선 어댑터를 가리키는 말로 널리 쓰이고 있다.
전자적으로 인증용 동글은 대개가 다른 동글 기능을 간섭하지 않는 일시적인 데이터 전송 기능이 있고, 또 동글로부터 보안 데이터를 읽어들이는 기능이 있는 두 개의 인터페이스 보안 토큰(덩어리)으로 보인다. 동글이 없으면 소프트웨어는 제한된 모드에서만 실행되거나 아예 실행조차 하지 못한다. 일부 사유 업체들이 복사 보호나 디지털 권리 관리의 한 형태로 사용하였다. 그 까닭은 소프트웨어 인증 체제를 복사하는 것보다 동글을 복사하는 것이 훨씬 더 어렵기 때문이다. 하드웨어가 존재하지만 동글은 신뢰된 클라이언트 문제에 대한 완전한 해결책이라고 볼 수는 없다.

## 같이 보기
- 블루투스 동글
- 보안 토큰
- 스마트 동글